# Malaja Sportivnaja Arena
La Malaja Sportivnaja Arena (in russo Малая Спортивная Арена?) o Mică Arenă Sportivă (in moldavo Микэ Apeнэ Cпopтивэ?) o Mala Sportyvna Arena (in ucraino Мала Cпортивна Aрена?; letteralmente in tutte e tre le lingue Piccola Arena Sportiva) è un impianto polivalente situato a Tiraspol, in Moldavia. Lo stadio viene usato principalmente per le gare casalinghe dello Sheriff Tiraspol. L'impianto ha una capienza di 8.000 posti a sedere. Lo stadio viene utilizzato da parte dello Sheriff per le partite di campionato. Infatti lo Sheriff utilizza lo Stadio Sheriff, più grande e con più privilegi, per le partite delle coppe europee. Lo stadio fa parte del complesso sportivo dello Sheriff, comprendente il più importante Stadio Sheriff, un campo indoor utilizzato in inverno, otto campi di allenamento, una scuola calcio e gli alloggi per i calciatori professionisti.